# Wiesław Murowaniecki
Wiesław Murowaniecki (* 9. August 1931 in Łódź; † 7. September 2023 ebenda) war ein polnischer Radrennfahrer und nationaler Meister im Radsport.

## Sportliche Laufbahn
Murowaniecki war im Straßenradsport und im Bahnradsport aktiv. 1949 wurde er nationaler Meister im Handicap-Straßenrennen über 75 Kilometer. 1949 und 1951 gewann er die nationale Meisterschaft in der Mannschaftsverfolgung. Er startete für den Verein ŁKS Łódź.